# Старший комиссар
Старший комиссар (фин. ylikomisario) — старший офицерский чин полиции Финляндии. Ближайшее нижестоящее звание комиссар, а следующее вышестоящее полицейский инспектор. Как правило, старшего комиссара присваивают руководителям крупных отделов или подразделений полиции, а также старшим офицерам, отвечающим за координацию работы на региональном или национальном уровне.

## Задачи
Лица, занимающие должность старшего комиссара, отвечают за стратегическое планирование и координацию оперативно-служебной деятельности, распределение ресурсов, а также контроль за выполнением задач подчинёнными сотрудниками. В обязанности входит организация работы полиции в своём секторе ответственности, включая патрульно-постовую службу, реагирование на чрезвычайные происшествия и обеспечение общественного порядка.
В ряде случаев работа комиссара сосредоточена на определённых территориях с высокой плотностью происшествий, например вдоль основных транспортных артерий. Здесь к основным задачам относятся реагирование на инциденты, связанные с угрозами личной безопасности, предотвращение и пресечение насильственных преступлений, участие в мероприятиях по предотвращению самоубийств, а также взаимодействие с экстренными службами и муниципальными органами. Должность предполагает также ведение аналитической работы по распределению патрульных сил и оптимизации маршрутов патрулирования в зависимости от статистики вызовов и особенностей местности.